# امی بریج‌واتر
امی بریج‌واتر (انگلیسی: Emmy Bridgwater; ۱۰ نوامبر ۱۹۰۶ – ۱۳ مارس ۱۹۹۹) هنرمند و شاعر فراواقع‌گرایی اهل بریتانیا بود.